# Одада, Ричард
Ричард Одада (фр. Richard Odada; род. 25 ноября 2000, Найроби, Кения) — кенийский футболист, полузащитник клуба «Ольборг» и сборной Кении.

## Клубная карьера
Одада — воспитанник клуба АФК Леопардс. В 2018 году он был включён в заявку на сезон. В 2019 году Ричард подписал контракт с сербской «Црвеной звездой», где начал выступать за дублирующий состав. 28 февраля 2021 года в матче против «Плотенера» он дебютировал в сербской Суперлиге. В том же году игрок помог клубу выиграть чемпионат. Летом того же года Одада перешёл в «Металац». 19 июля в матче против «Радника» из Сурдулицы он дебютировал за новую команду.
Летом 2022 года Одада перешёл в американский «Филадельфия Юнион», где начал выступать за дублирующий состав. Летом 2023 года игрок на правах аренды перешёл в датский «Ольборг». 24 августа в матче против «Хобро» он дебютировал в Первом дивизионе Дании. 3 сентября в поединке против «Коллинга» Ричард забил свой первый гол за «Ольборг».

## Международная карьера
2 сентября 2021 года в отборочном матче чемпионата мира 2022 против сборной Уганды Одада дебютировал за сборную Кении. 15 ноября в поединке против сборной Руанды Ричард забил свой первый гол за национальную команду.

### Голы за сборную Кении
| #   | Дата           | Место                 | Противник | Счёт | Результат | Соревнование                     |
| --- | -------------- | --------------------- | --------- | ---- | --------- | -------------------------------- |
| 01. | 15 ноября 2021 | Ньяйо, Найроби, Кения | Руанда    | 2:0  | 2:1       | Чемпионат мира 2022 квалификация |

## Достижения
Клубные
 «Црвена звезда»
- Победитель сербской Суперлиге — 2020/2021